# Nadia Tazi
 (octobre 2024).
Nadia Tazi, née en Espagne en 1953, est une philosophe marocaine, directrice de programme au Collège international de philosophie de 2006 à 2012. Son travail est reconnu comme pionnier dans l'étude de la virilité dans le monde musulman.

## Biographie
Née en Espagne en 1953, de nationalité marocaine, elle arrive en France en 1970. Elle étudie la philosophie à la Sorbonne, puis enseigne le français dans une faculté du Maryland, avant d'exercer différents métiers. En 1984, elle participe à la création de L'Autre Journal avec Michel Butel. Elle travaille dans l’édition (La Découverte/Paris, Zone Books/New York, Siruela/Madrid) et pour des expositions d’art contemporain (Mona Hatoum, Yto Barrada, Isabella Ducrot, Beatrice Caracciolo, Documenta X ) et d’architecture (Rem Koolhaas). Elle a également participé à un ouvrage sur le chorégraphe Daniel Larrieu aux Editions Dis-voir. Au Collège international de philosophie  elle anime un séminaire sur les « Politiques de la virilité en Islam » de 2006 à 2012. Elle collabore régulièrement au site En attendant Nadeau.